# Клан Макдональд

Емблема (хрест) клану Макдональд.

Герб вождів клану МакДональд.

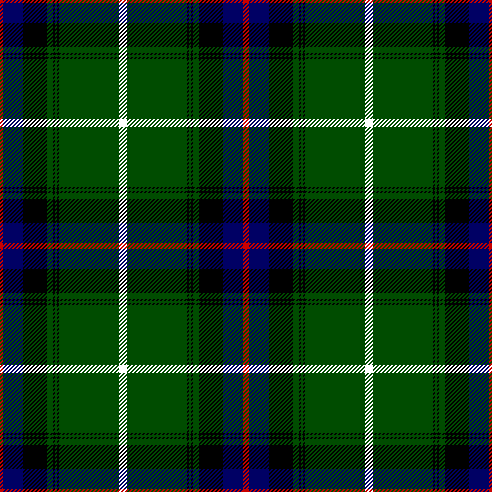
Тартан клану МакДональд (MakDonnald of ye Ylis).

Клан Макдональд (англ. Clan Donald, Clan MacDonald) — він же: клан Дональд, Мак Дональд, МакДональд — один з найбільших шотландських кланів. Він має численні відгалуження, розселені всією країною, зокрема МакДональд з Кеппоха, МакДональд з Кланраналда, МакДональд зі Сліта, МакДоннел з Гленгаррі, Макалістер. Є одна гілка клану — МакДональд з Антрім, яка не визнана в Шотландії, але визнана в Ірландії. Є ще кілька гілок в Шотландії, які не мають своїх вождів, тому не можуть вважатися згідно шотландських звичаїв самостійними кланами. Це гілки: Макдональдс з Дуннівег, Макдональдс з Лохалш, Макдональдс з Гленкоу, і Макдональдс з Арднамурхан.

## Історія клану МакДональд

### Походження клану МакДональд
Норвезько-гельський клан МакДональдів бере свій початок від Домнала Мак Рагнейла (шотл. — Dòmhnall Mac Raghnuill)(пом. бл. 1250), чий батько мав титул «Короля Островів» і «лорда Аргайла та Кінтайра».
Його батько — Ренальд (шотл. гельск. — Reginald чи Ranald) був сином Сомерледа (Somerled), що носив титул «Король Гебридів» і був убитий під час війни з Малкольмом IV (Malcolm IV) — королем Шотландії в битві при Ренфрю в 1164 році. Клан МакДональд має спільне походження з кланом МакДугалл — від Сомерледа. Але клан МакДугалл веде свій родовід від старшого сина — Дугалла Мак Сомайрле (Dugall mac Somhairle). Ці династії тоді називали клан Сомайрле (шотл. гельск. — Clann Somhairle).
Крім того по материнській лінії вони були нащадками дому Годреда Крована (норв. — Godred Crovan) і графів Оркні, через дружину Сомерледа Рагнгільдіс Олафсдоттір (норв. — Ragnhildis Ólafsdóttir) — були родичами Олафа I Годредссона, короля острова Менн і островів. Також були родичами Інгеборг Хааконсдоттір (Ingeborg Haakonsdottir) — дочки Хокона Паулссона, графа Оркні.
Гельська історична традиція та історичні перекази стверджують, що Сомерледи мають кельтське походження по чоловічій лінії. Середньовічні Сенахіс (гельск. — Seanachies) простежують свій родовід до давніх ірландських королів — Колла Вайс (Colla Uais) та Конна Сто Битв. Таким чином історичні перекази стверджують, що обидві лінії з яких походить клан МакДональд — клан Холла та Шол Хунн (Siol Chuinn) — нащадки Колла Вайса та Конна Сто Битв відповідно, мають королівське походження.
Збереглися давні поетичні твори, де оспівуються предки клану МакДональд, зокрема поезія жанру броснахад (гельск. — brosnachadh) — «заклик до бою». У вірші, що був складений у 1411 році пед битвою під Харлоу говориться: «A Chlanna Cuinn cuimhnichibh / Cruas an àm na h-iorghaile» — «Нащадки Конна пам'ятають про хоробрість своїх предків в боях/ Вони були незламними в усі часи» (гельск.). Пізніше предки клану згадуються у віршах Джона (Іоанна) Островитянина (1434—1503): «Ceannas Ghàidheal do Chlainn Cholla, còir fhògradh» — «Верховенство гелів з роду Колла — треба проголосити його» (гельск.).
Сучасні дослідження з залученням ДНК-технологій показують, що Сомерледи мають скандинавські корені по чоловічій лінії. Тестування чоловіків кланів МакДональд, МакАлістер, МакДугалл з використанням вивчення Y хромосоми, показали, що ці клани мають одного і того ж предка по чоловічій лінії. Була виявлена своєрідна Y хромосома R1a1, що поширена в Шотландії — розглядається нині як хромосома, що була принесена вікінгами. 22 % чоловіків з клану МакДональд, що проживають у США мають саме таку Y хромосому.

### XIII століття— Шотландсько-норвезька війна
Історично Макдональди завжди підтримували Норвегію та династії вікінгів на островах. Традиційно клан МакДональд був васалом короля Норвегії. Проте, цей союз розпався після поразки норвежців у битві під Ларгсом у 1263 році — король Шотландії Олександр III розбив військо норвезького короля Гаакона (Гакона) IV. У цій війні клан МакДональд підтримав шотландського короля, а не вікінгів. Норвезький король Гакон був змушений відступити під тиском шотландського флоту, яким керував король Олександр III й лідери клану Макдугалів. За три роки були змушені передати свої останні острови шотландській короні. Укладений у місті Перт договір підтвердив володіння короля Шотландії над всіма островами і підпорядкування у васальній залежності клану МакДональд королю Шотландії.

### XIV століття— Війни за незалежність Шотландії
Сином Ангуса Мора, вождя клану МакДональд був Ангус Ог Островитянин. Він підтримав Роберта Брюса в його боротьбі за незалежність Шотландії. Макдональди бились на боці Роберта Брюса у битві під Беннокберном 1314 року. За мужність та самовідданість клану у цій битві король оголосив, що сили Макдональдів відтепер будуть завжди займати позиції на правому фланзі шотландського війська.

### XV століття— Графство Росс
Територія графства Росс спочатку безроздільно належала вождю клану Росс. Але онук Ангуса Ога — Домналл Островитянин (гельск. — Dòmhnall Islay) — лорд Островів одружився з жінкою, що була спадкоємицею володінь клану Росс. Ці володіння клану МакДональд були закріплені за кланом в результаті перемоги в битві під Харлоу у 1411 році, де більшість кланів Гайленду підтримали клан МакДональд. До битви під Хорлоу відбулась битва під Дінгоул, де клан МакДональд переміг могутній клан МакКей, що підтримував конфедерацію кланів на чолі з кланом Стюарт. У 1415 році в графстві Росс сталися наступні події: Мердок Стюарт — герцог Олбані спробував захопити замки Дінгвалл та Істер Росс. Довналл почав війну проти Стюартів і проголосив себе лордом Росс. Мердок Стюарт загинув, але встиг призначити свого сина Джона Стюарта, II графа Б'юкена новим графом Росс. Але саме вожді клану МакДональд стали графами Росс — Олександр Айслі, а потім його син Джон Айслі.
У 1429 році відбулась битва під Локабер. Військо Олександра МакДональда Островитянина — графа Росс, III лорда Островів боролися проти прихильників шотландського короля Якова І. У 1431 році відбулась битва під Інверлохі. Вождь клану МакДональд — Олександр МакДональд Островитянин потрапив у полон і був кинутий у в'язницю королем Шотландії Яковом І. Клан очолив його племінник — Дональд Баллок, що переміг армію Мар.
У 1480 році відбулась битва під Блуді Бей. Війна йшла між Джоном МакДональдом Островитянином — вождем клану МакДональд (гельск. — Eoin Mac Dòmhnuill), графом Росс, лордом Островів та його сином Ангусом Огом Мак Дувнуйллом (гельск. — Aonghas Òg Mac Dòmhnuill). Джона МакДональда підтримали клани МакЛін, МакЛауд, МакНейл (шотл. — Clan MacLean, Clan MacLeod, Clan MacNeil). Ангуса Ога МакДональда підтримали Аллан МакРуарі — вождь клану Ранальд — гілки клану МакДональд, Домналл Мак Енгус (гельск. — Dòmhnall Mac Aonghais) — вождь клану МакДональд Кеппох. У тому ж році відбулась битва під Скібо — Джон МакДональд Островитянин здійснив похід на Сазерленд і воював проти клани Сазерленд.

### XVI століття— повстання Домналла Темного
Титул граф Росс клан МакДональд почав втрачати у 1476 році. У 1495 році цей титул у них було офіційно відібрано. Але клан МакДональд лишився одним з найсильніших кланів Шотландії і зберіг практично всі свої землі. На початку XVI століття вождь клану МакДональд — Дональд Дув — Дональд Демний повстав проти короля Шотландії Якова IV з метою повернути собі безроздільну владу над Островами. У нього знайшовся союзник у цьому повстанні — король Англії Едуард VI. Король Шотландії зміг привернути на свій бік різними подарунками і поступками різні гілки клану МакДональд та їх вождів. Таким чином клан МакДональд став розділеним, його влада і сила зменшились, а королівська влада на островах зросла. У 1578 році відбулась битва під Спойлін Дайк, де зіштовхнулись клани МакДональд Віст і МакЛауд.

### XVII століття— громадянська війна на Британських островах
У XVII столітті Шотландія потрапила під владу англійського короля внаслідок «особистої унії» — шотландський король Яків VI опинився на англійському троні. В Ірландії, що була захоплена Англією тривали нескінченні повстання проти англійської влади. Для придушення цих повстань були залучені шотландські клани. Ситуація ускладнювалася тим, що ірландці були католиками, тоді як англійці були протестантами. Частина шотландських та ірландських кланів теж прийняли протестантство. Частина шотландських кланів лишились католиками, що посилило ворожнечу і різню між кланами — тепер уже на релігійному ґрунті. У 1642 році під час придушення чергового ірландського повстання, на острові Рахлін солдати з клану Кемпбелл з так званих «Загонів Аргайлу» під командуванням сера Дункана Кемпбелла Авхінбрека влаштували різню католиків з клану МакДональд. Різанина була безжалісна — жінок, дітей, старих кидали зі скель в море. Число жертв цієї різанини перевищило 3000 осіб.
У 1644 — 47 роках у Шотландії йшла громадянська війна яка ввійшла в історію як «Війна Трьох Королівств». Війна між республіканцями та роялістами посилювалась ще тим, що одночасно велась війна між католиками і протестантами, між різними кланами, які розділяла давня ворожнеча. Вчорашні ковенантори могли стати роялістами, протестанти могли підтримати католицького короля — йшла війна всіх проти всіх. В гірській Шотландії війна в основному йшла між кланами МакДональд та Кемпбелл. Кембели були прихильниками республіканців, ковенанторів, протестантів, а МакДональди були прихильними роялістів та католиків. У 1644 році загони з ірландського клану МакДональд під проводом Алістера Мак Колла висадились в Шотландії з меною підтримки шотландських католиків та роялістів. Після року боїв та сутичок на землях клану Кемпбелл сторони зітнулися у битві під Інверлохі (шотл. — Inverlochy). Республіканців (ковенанторів) очолював Арчібальд Кемпбелл, І маркіз Аргайл, а роялістів очолював Джеймс Грем, І маркіз Монтроз. Війська роялістів складалися з людей кланів МакДональд, МакЛін, ірландців, людей під проводом Аласдайра Мак Колла. Роялістів було вдвічі менше ніж республіканців, але вони зуміли перемогти внаслідок тактики ватажків. У 1645 році замок Кінлохалін, що належав клану МакІннс був атакований і спалений людьми клану МакДональд під проводом Джеймса Грема (Грехема) — І маркіза Монтроз.
У 1692 році відбулась різанина в Гленкоу — неозброєні люди з клану МакДональд були вирізані людьми з клану Кемпбелл під час придушення чергового повстання якобітів. Обурення цією подією в Шотландії було обумовлено тим, що це була мирна зустріч і був порушений закон гостинності — один з основних звичаєвих законів Гайленду.

### XVIII століття— повстання якобітів
Під час повстання якобітів у 1715 році Макдональди підтримали дім Стюартів. Багато людей з різних гілок клану МакДональд брали участь у битві під Шеріфмуйр і полягли там.
У 1745 році клан МакДональд та його гілки підтримали чергове повстання якобітів. Вони брали участь у битвах під Престонпанс, під Фолкерк, під Куллоден. Дуже багато людей з клану МакДональд полягли у цих битвах. Але деякі гілки клану, зокрема, гілка клан МакДональд Сліт підтримали урядові війська, внаслідок чого їхні землі (на відміну від інших земель клану МакДональд) не були конфісковані урядом.

## Вожді клану
Нижче наведено список найвпливовіших ранніх вождів клану Макдональд
| Ім'я                             | Помер   | Примітки                                                                           |
| -------------------------------- | ------- | ---------------------------------------------------------------------------------- |
| Дональд Даб                      | 1545    | Учасник повстання проти короля Шотландії, згодом уклав союз із англійським королем |
| Онгас Ог                         | 1490    | Незаконнонароджений син Джона Айлі. Останній «лорд Островів» з роду Макдональд.    |
| Джон Айлі, граф Росс             | 1503    |                                                                                    |
| Олександр Айлі, граф Росс        | 1449    |                                                                                    |
| Домнел Айлі                      | 1422/3  |                                                                                    |
| Джон Айлі                        | 1380    |                                                                                    |
| Ангус Ог                         | 1329/16 | Учасник битви під Беннокберном.                                                    |
| Ангус Мор (Ангус Мор Макдональд) | 1292    |                                                                                    |
| Домнел Макрагнейл (Дональд)      | 1250    | Від його імені походить назва клану                                                |
| Сомерлед                         | 1164    | Загинув у битві під Ренфру                                                         |

## Замки
Упродовж багатьох століть у власності клану перебували такі замки:

### Замки клану Макдональд

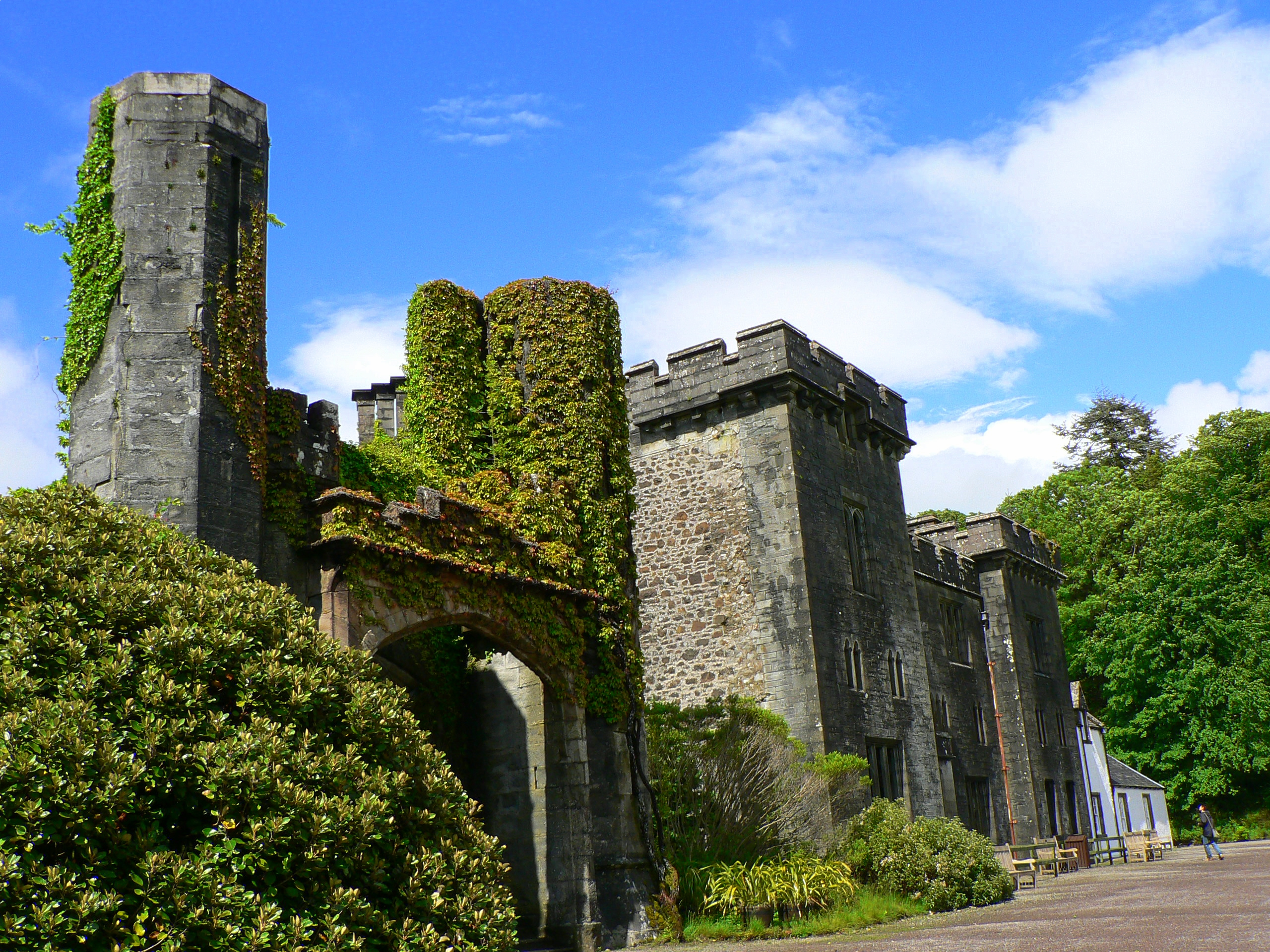
Замок Армадейл

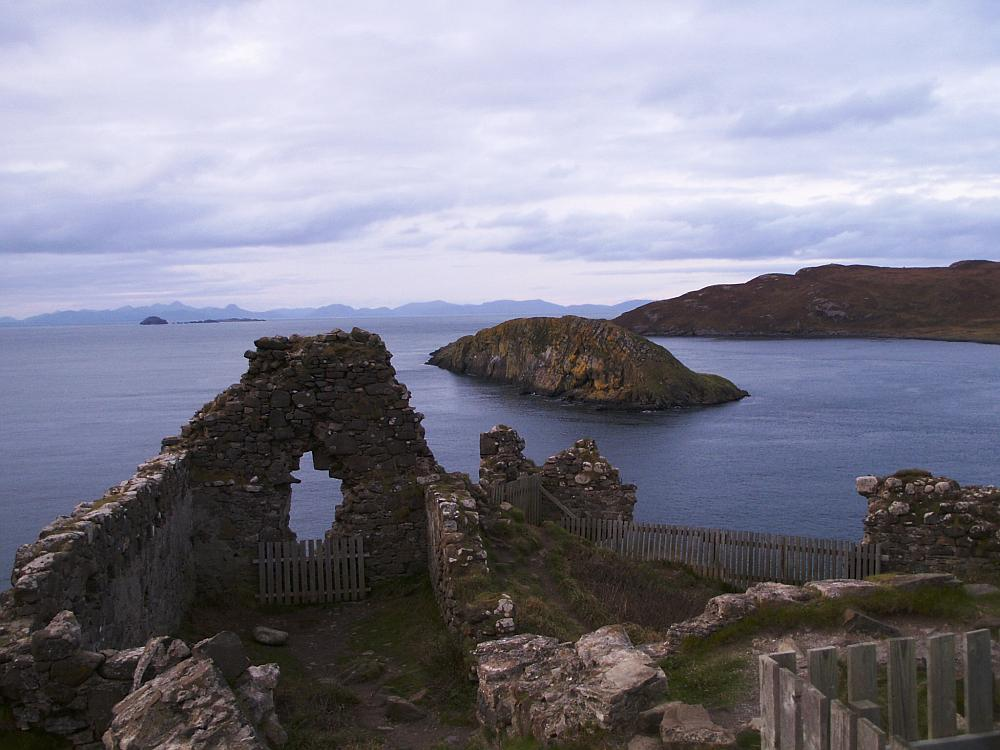
Замок Данталм

- Замок Фінлегган був розташований на острові на озері Фінлегган. Був резиденцією вождя клану Макдональд, лорда Островів.[7]
- Замок Армадейл на острові Скай, був збудований у 1825 році, нині є центром усіх відгалужень клану Макдональд, відкритий для відвідувачів.
- Замок Нок — зруйнований замок клану, розташовувався на острові Скай.
- Замок Данталм — зруйнований замок клану, розташовувався на острові Скай.
- Арос — зруйнований замок клану Макдональд, що знаходився на острові Мулл.[8]
- Клейг — зруйнований замок на острові Юра.
- Кілдонан — зруйнований замок на острові Арран.
- Замок Ердторніш — зруйнований замок на півострові Морверн.
- Донаверті — руїни замку на узбережжі Кінтайра, відомі як Кривава Скеля.

### Замки відгалужень клану Макдональд
- Тіорам — був резиденцією Макдональдів з Кленренальда.
- Замок Бенбесула — інша резиденція Макдональдів з Кленренальда.[9]
- Замок Орміклейт — інша резиденція Макдональдів з Кленренальда.[10]
- Інвергеррі. Був збудований на Вороновій Скелі, тут була резиденція клану Макдоннеллів з Гленгеррі.[11]
- Стром розташовувався на озері Керрон, також належав Макдоннеллам з Гленгеррі.
- Замок Данлюс в Ірландії — резиденція клану Макдоннелл з Антріма, графів Антріма.
- Гленарм в Ірландії, також був резиденцією клану Макдоннелл з Антріма.
- Данівейг — резиденція Макдональдів з Данівейга.[12]
- Данскейт — резиденція клану Макдональд зі Сліта.
- Замок Мінгеррі у Кілконі — резиденція клану Макдональд з Арднемаркана.
- Замок Лергі — був резиденцією Макдональдів з Ларгі.